# Метјуз (Индијана)
Метјуз (енгл. Matthews) град је у америчкој савезној држави Индијана.

## Демографија
По попису из 2010. године број становника је 596, што је 1 (0,2%) становника више него 2000. године.
| Група             | 2000.       | 2010.       |
| Белци             | 588 (98,8%) | 583 (97,8%) |
| Афроамериканци    | 0 (0,0%)    | 5 (0,8%)    |
| Азијати           | 0 (0,0%)    | 0 (0,0%)    |
| Хиспаноамериканци | 1 (0,2%)    | 1 (0,2%)    |
| Укупно            | 595         | 596         |